# Deinanthe bifida
Deinanthe bifida är en hortensiaväxtart som beskrevs av Carl Maximowicz. Deinanthe bifida ingår i släktet Deinanthe, och familjen hortensiaväxter. Inga underarter finns listade i Catalogue of Life.

## Bildgalleri

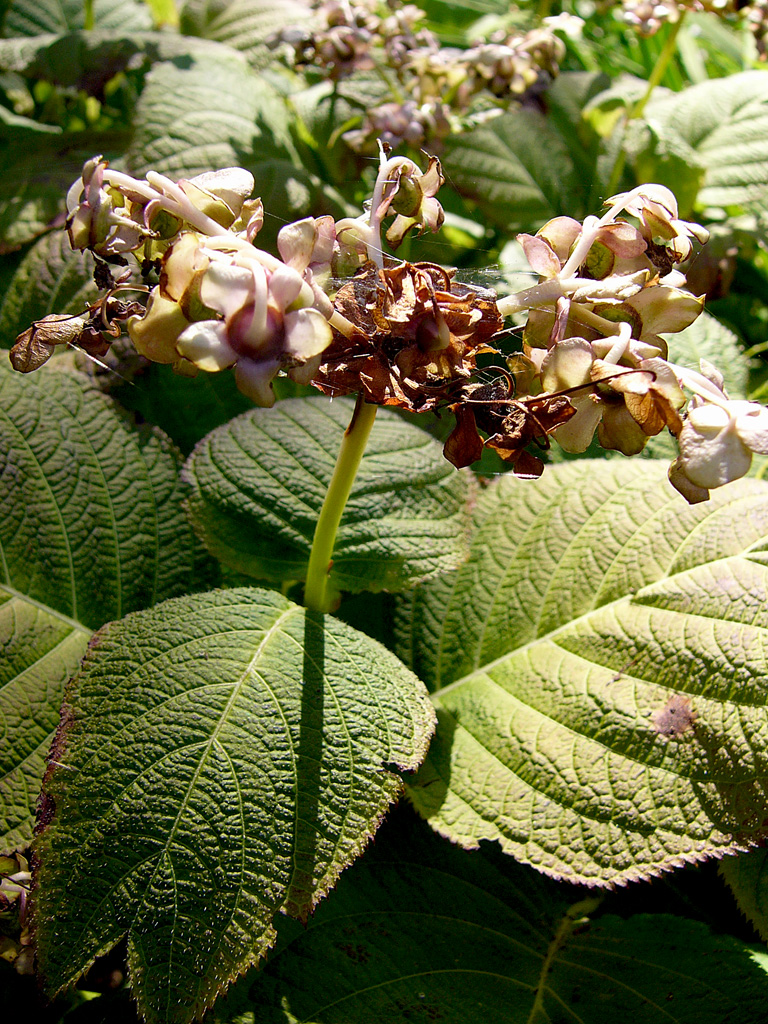